# Бентхайм-Текленбург
Дом Бентхайм-Текленбург (на немски: Bentheim-Tecklenburg е до 1919 г. благороднически род от старите благородници на Вестфалия в Северен Рейн-Вестфалия, Германия.
Образува се през 1606 г. след наследствена подялба на фамилията на имперските графове Дом Бентхайм. Оттогава създадените пет странични линии днес още съществуват фамилиите Бентхайм-Текленбург цу Реда и Бентхайм-Щайнфурт цу Бургщайнфурт, които през 1817 г. са издигнати на наследствени пруски князе.
Фамилията Бентхайм-Текленбург са графове на Графство Бентхайм, Графство Текленбург и Господство Щайнфурт, господари на Реда и Графство Лимбург.

## Графове на Бентхайм-Текленбург
- Арнолд II (IV) фон Бентхайм-Текленбург (1554–1606)
- Фридрих Лудолф (1587–1629), син на Арнолд II
- Адолф (1606–1623)
- Мориц (1623–1674)
- Йохан Адолф (1674–1704)
- Фридрих Мориц (1704–1710)
- Мориц Казимир I (1710–1768)
- Мориц Казимир II (1768–1805)
- Мориц Казимир III
- Емил Фридрих I (1805–1817)

## Князе на Бентхайм-Текленбург
- Емил Фридрих I (1817–1837)
- Мориц Казимир IV фон Бентхайм-Текленбург-Реда (1837–1872)
- Франц фон Бентхайм-Текленбург (1872–1885)
- Густав фон Бентхайм-Текленбург (1885–1909)
- Адолф фон Бентхайм-Текленбург (1909–1967)